# 音楽の哲学
音楽の哲学（おんがくのてつがく、英: Philosophy of music）とは音楽に関する根本的な事柄について探求する哲学の一分野であり、「美学」や「形而上学」の問題と深いつながりを持つ。以下は音楽の哲学でのいくつかの基本的な問いである。
- 音楽の定義とは何か？（あるものを音楽と呼ぶための必要十分条件は何か？）
- 音楽と心の関係はどうなっているのか？
- 音楽の営みはこの世界についてどういった事柄を明らかにしてきたか？
- 音楽と感情の関係はどうなっているか？
- 音楽はどれほど普遍的か？あるいはどれほど文化相対的なものか？

## 哲学的考察

### 音楽の定義
音楽のありふれた定義としては、「（ある規則に沿って人工的に）構築された音（organized sound）」とされる。しかしながらこの定義は大雑把であり、十分な定義とは言えない。例えば人の会話や目覚まし時計のベルなど、人工的に構築された音であるにもかかわらず、音楽とはみなされないものは多い。他方「音楽とは構築された“楽音”（tone）」であると古代の哲学者たちによって提案された定義がある。しかしこの定義では非常に限定的になってしまう。音階を考慮しない形式の音楽、打楽器のみの音楽や無調の音楽などが好例である。このように一般的な音楽（「メロディ」、「和声」、「リズム」を基本とした）の枠組みを超えて考えるならば、音楽の定義には多くの異なった方法がある。
またミュジーク・コンクレートではしばしば非音楽的な自然の音を（作品によってはまったくランダムに並べて）録音したものがあり、環境音楽（アンビエント・ミュージック）ではただ単に自然の音や野外の音を録音しただけという作品もある。このような20世紀に起きたアヴァンギャルドな形式を持った音楽の出現は、音楽に対する伝統的な見解への大きな問いかけとなり、音楽の本質をより広く捉ようとする方向へと向かった。これらの形式の音楽を音響芸術（sound art）と呼ぶほうがふさわしいと考えている人々もいる。これらのアヴァンギャルドな形式の発展のなかで特に際立った音楽家としてジョン・ケージが挙げられる。ケージの作品『4分33秒』はいかなる音楽の定義 に対しても根本的・挑戦的なケースである。『4分33秒』は演奏者がステージ上に4分33秒間座っているだけでいかなる音も鳴らさない、というものである。ケージは演奏者によってではなく、演奏者を取り巻く空間によって音楽を作り出そうとした。つまるところどんな場所でも何かしら音が鳴っており、演奏が行われていないコンサートホールの中でもまったく静寂であるということはありえない。ケージはどんな音でも音楽とみなせると考え、またそのアイデアは彼の多くの作品の中に反映されている。

### 絶対音楽 vs 標題音楽
「絶対音楽」とは、他の何かを表現するような音楽でなく、叙述的でない（音楽それ自身以外を表現するためではない）音楽を指していう。対して「標題音楽」とは雰囲気やイメージをリスナーのこころに喚起させるような音楽のことである。上の定義に従えば、絶対音楽が音楽以外の意義を持つことはできないために、絶対音楽の本質・意義は音楽それ自身にある、ということになる。この分別には議論があり、一体全体まったく純粋な絶対音楽というものが果たしてあるのか、はたまたすべての音楽は多かれ少なかれ標題的ではないのかという疑問がある。
後期のロマン主義時代には楽器による絶対音楽に対してワーグナー、ニーチェ、ヘーゲルが苛烈な批判を行った。ワーグナーの音楽は主に標題的であり、しばしば声楽を伴った。またワーグナーは「音楽が行き詰るところ言葉がある。言葉は音色より高貴である」と言った。哲学者ニーチェはワーグナーの音楽を賛美する文章を多く書いており、またニーチェ自身がアマチュアの作曲家でもあった。ヘーゲルは「器楽曲は厳密には芸術ではない」とまで言った。一方、ロマン主義時代に絶対音楽を擁護した哲学者であるゲーテは、音楽は人間同士の主観的な「言語」というもの以上に、絶対的で超越的な世界の様相を映し出すものだと考えた。また音楽に超自然的な世界との関連を見出す者もいる。ショーペンハウアーの主著『意志と表象としての世界』の第4章で彼はこう書いている。「音楽は人生の神秘への答えである。音楽は芸術の中でもっとも深遠なものであり、人生へのもっとも奥深い洞察である」。

### 音楽的特徴と音楽の目的
音楽がいかにして音楽になりえるのかという問題についても多くの議論が続けられている。もちろんそれぞれのリスナーがそれぞれに音楽を解釈することはできる。しかし一方で、各ジャンルの音楽がそれぞれに感性的な特徴を持っていると言う考えも一般的である。このような種々の音楽を規定しまた生み出す特徴・本質というものが音楽それ自身に内在するものなのか、あるいはどれ程文化的な影響を受けているのかということがここでの根本的な問いである。このような問題に対し神経生物学や進化心理学また音楽民族学などの学問が少しずつ答えようとしている。ヒトはおそらく特定の音の集まりと特定の感情を文化的な条件をベースにして結びつけているのではないか…。しかし一方でいくつかの基本的なタイプの「音の集まり」が快・不快な感情を文化的条件とは関係なく、つまり「自然に」人間にもたらすことも事実である。
また音楽の起源についての疑問もある。音楽を最初に進化論の枠組みの中で考えようと試みたのはチャールズ・ダーウィンだった。彼は『人間の進化と性淘汰』（1871年）において音階やリズムは人類の祖先が異性の気を引くために獲得したものであると語っている。今日、音楽の進化について活発な研究がなされている。いくつかの証拠はチャールズ・ダーウィンの仮説を支持するものであり、音楽は異性との関係を獲得するために用いられた、という説、また他には、音楽は原始文化のなかで社会的組織やコミュニケーションのために利用されたという説も提案されている。いくらかの先進的な進化心理学者たちは、音楽は進化論的適応目的を持っているわけではない、と主張している。ハーヴァード大学の心理学者スティーブン・ピンカーは、何か他の目的のために脳の「感じやすい部分をくすぐる」ために音楽が利用されたとし、 『心の仕組み』（1997年）において音楽を「聴覚的チーズケーキ（チーズケーキはヌード写真など異性を誘惑するものの俗語）」と呼んで以来、反対の立場を取る音楽学者や心理学者の議論を呼んだ。

### 音楽の美学
音楽美学とは「なにが音楽を聴く喜びを持たせるものにしているのか？」という問いについて考える研究である。どういう音楽が「いい音楽」か、という音楽に対する見解は時代を経るごとに劇的に変化してきた。ある新しい種類の音楽が人々の支持を得るとき、ある種類の音楽は見放され、凋落していった。このような事実は、音楽を鑑賞し、解釈する個々人の感性が文化依存的であることを示している。また芸術音楽（art music、狭義のクラシック音楽。音楽理論や伝統的形式に忠実であり、時にエリート主義的な音楽）とポピュラー音楽の違いの重要性も考えるならば、ポピュラー音楽は大衆・聴衆が親近感を持ち易い音楽であることを目指す音楽であり、そしてだからこそより時代背景や文化に依存している音楽であると言える。

### 音楽と感情
「楽しいリズム」「悲しいメロディ」「怖い曲」と言われるように、音楽は感情の言葉を使って形容されることが多い。なぜ音楽に感情用語が使われるのかは、現代の音楽の哲学、音楽美学の重要なテーマの一つとなっている。これについては主に四つの説明が対立している。
1. 表出説：楽しいリズムは、作曲者が抱いた楽しみを表現した曲である。
2. 喚起説：楽しいリズムは、聴いた人に楽しみを生み出す曲である。
3. 類似説：楽しいリズムは、楽しみを抱いた人の行動（たとえば、喋り方）と似た特徴をもつ曲である。
4. ペルソナ説：楽しいリズムは、楽しみを抱いた架空の人物を想像させる曲である。

作曲者は楽しくなくても「楽しいリズム」の曲を作れ、また、鑑賞者は楽しくならなくても「楽しいリズム」を認知できることから、表出説と喚起説はあまり支持されていない。現代の美学者は何らかのかたちで類似説かペルソナ説を支持していることが多い。